# آيس هوكي (لعبة فيديو 1988)
آيس هوكي (بالإنجليزية: Ice Hockey)‏ ، هي لعبة فيديو إلكترونية من إنتاج شركة نينتندو اليابانية سنة 1988م، وهي لعبة رياضية من صنف رياضة الهوكي.

## وصلات خارجية
- Ice Hockey (NES) guide في موقع ستراتيجي ويكي
- Ice Hockey على موبي غيمز
- Ice Hockey 68k Port to TI-89/Titanium، TI-92/Plus, and Voyage 200 calculators located at ticalc.org
- Ice Hockey at NinDB
- Official entry into the Hockeywood Video Game Hall of Fame Official entry into the Hockeywood Video Game Hall of Fame